# Karl Groos
Karl Groos (Heidelberg, 10 dicembre 1861 – Tubinga, 27 marzo 1946) è stato uno psicologo tedesco.
Elaborò, partendo dall'analisi del gioco negli animali, la teoria del "pre-esercizio", che vede il gioco come momento propedeutico alla vita adulta.

## Opere principali
- Die Spiele der Tiere, Jena, Gustav Fischer, 1896. The Play of Animals, 1898.
- Das Seelenleben des Kindes, Berlin, Reuther & Reichard, 1904